# 155 mm Artilleriegeschoss M712 Copperhead
Die M712 Copperhead, benannt nach dem Nordamerikanischen Kupferkopf, einer Vipernart, ist ein gelenktes 155-mm-Artilleriegeschoss, das von den Vereinigten Staaten entwickelt wurde. Sie kann von allen bei NATO-Mitgliedern eingesetzten 155-mm-Geschützen verschossen werden, benötigt aber die Lasermarkierung des Ziels. Entwickelt wurde das System primär für den präzisen Einsatz gegen einzelne gepanzerte und ungepanzerte Fahrzeuge, stationär oder in Bewegung.

## Technik

Das Geschoss wird wie ein Standardgeschoss über das Geschütz verschossen und so in Zielnähe gebracht. Das präzisionsgelenkte Geschoss verfügt über kleine Lenkflächen, die sich nach dem Abschuss ausklappen. Die Lenkflächen reduzieren die Rotation um die Längsachse und stabilisieren das Geschoss. Das Ziel muss durch den vorgeschobenen Zielbeleuchter für 3 bis 15 Sekunden kontinuierlich beleuchtet (markiert) werden. Eine Optik in der Spitze des Geschosses erkennt die Lasermarkierung in der Nähe des Ziels. Mit den Lenkflächen lenkt sich das Geschoss dann selbständig in das markierte Ziel. Da sie die aktive Zielbeleuchtung bis zum Einschlag braucht, zählt sie zur halbautonomen Munition.
Es gibt zwei unterschiedliche Betriebsarten: Ballistikmodus und Gleitmodus. Bei guten Sichtverhältnissen und hoher Wolkendecke arbeitet das Geschoss im Ballistikmodus. In diesem Fall folgt das Geschoss so lange wie möglich der ballistischen Kurve. 3000 Meter vor dem Ziel klappen die Lenkflächen aus und das Ziel wird aufgefasst. Bei niedriger Wolkendecke und schlechten Sichtverhältnissen wird der Gleitmodus eingesetzt. Dabei werden an einem voreingestellten Punkt der Flugbahn die Lenkflächen ausgefahren und das Geschoss verhält sich wie eine Gleitbombe. Das Geschoss fliegt weiter, bis das Ziel erfasst wird. Die Flugbahn wird automatisch so gewählt, dass der Einschlag am Ende aus möglichst steilem Winkel erfolgt.
Einschränkungen in der Erfolgsrate ergeben sich durch niedrige Wolkendecke und natürlichen oder künstlichen Nebel, Bäume und Gegenstände, die die das Ziel verdecken oder das Erkennen der Lasermarkierung erschweren oder verhindern. Da verschiedene Laserfrequenzen benutzt werden können, können mehrere Copperheads gleichzeitig verschiedene Ziele bekämpfen. Werden mehrere Geschosse auf die gleiche Frequenz fixiert, so wird ein Ziel entsprechend mehrfach bekämpft. 
Das Geschoss ist deutlich länger und schwerer als die verbreiteten Standard-Geschosse, damit ist die Abschussgeschwindigkeit und auch die maximale Schussweite kleiner. Der Streukreis ist sehr klein, ca. 1 m oder weniger, unabhängig von der Schussweite und es können Ziele in Bewegung erfolgreich bekämpft werden. Das System kostete je nach Abnahmemenge zwischen 22.000 und 24.000 US-Dollar pro Stück ohne den wechselbaren Gefechtskopf, weitere Kosten entstehen durch die Lasergeräte zur Zielmarkierung.

## Einsatz
Das M712 Copperhead Artilleriegeschoss wurde von 1981 bis 1989 in einer Menge von ca. 25.000 Stück produziert, danach wurde die Produktion eingestellt. Danach wurde die Produktion auf die M982 Excalibur verlegt. 
Die M712 kam erstmals 1991 im Irak während des Zweiten Golfkriegs zum Kampfeinsatz. Die Streitkräfte des Libanon setzten M712 Copperhead im Jahr 2017 bei Kämpfen im Anti-Libanon gegen die Terrorgruppe „Islamischer Staat“ (IS) ein. Munition dieser Art wird auch in der Ukraine eingesetzt.

## Vergleichbare Systeme
Die sowjetische, später russische lasergelenkte Entsprechung zu dieser Munition ist Krasnopol, das entsprechende ukrainische Modell trägt den Namen Kwitnik. 
Die M982 Excalibur beruht auf einer anderen Technologie, nämlich auf Steuerung durch GPS. Allerdings gibt es die Weiterentwicklung Excalibur S, ein Geschoss mit kombinierter GPS- und Laserzielsuche. Während GPS nur für unbewegte Ziele sinnvoll ist, kann dieses Geschoss auch bewegte Ziele bekämpfen.
Die SMArt 155 Artilleriegeschosse stoßen zwei Submunitionen aus, die ein Ziel suchen und sich dann auf das Ziel lenken.

## Verbreitung
- Australien [5]
- Jordanien
- Libanon
- Südkorea
- Vereinigte Staaten
- Ukraine